# Lico (figlio di Dascilo)
Lico (in greco antico: Λύκος?) è un personaggio della mitologia greca, figlio di Dascilo e di Antemisia, fu re dei Mariandini una regione della Misia.
Lico ebbe due fratelli (Priola ed Otreo) e fu padre di Budea.

## Mitologia
Lico ospitò Giasone e gli Argonauti nel suo regno dopo che Amico uccise i suoi fratelli Otreo e Priola e grazie all'aiuto del primo vinse una guerra contro Migdone e lo stesso Amico.
Eracle uccise Migdone ed in seguito Amico riprese le terre perse nella guerra.